# LZ77
Az LZ77 veszteségmentes tömörítőalgoritmus, amit Abraham Lempel és Jacob Ziv publikált 1977-ben (ezt jelöli a névben szereplő 77-es szám). Az algoritmust a szerzőpáros egy évvel később továbbfejlesztette LZ78 néven.
Az idők folyamán többen készítettek ennek az eljárásnak az alapján tömörítő algoritmusokat, mint például a James Storer és Thomas Szymanski nevéhez fűződő LZSS, a Terry Welch által bemutatott LZW és az Igor Pavlov jegyezte LZMA algoritmus.

## Az algoritmus működése
Az LZ77 egy szótár alapú tömörítő eljárás, amely egy meghatározott méretű (4-64 kilobyte) úgynevezett csúszó ablakon keresztül vizsgálja a kódolandó adatfolyamot. A tömörítési folyamat során egy keresőpufferben letárolja az n db utolsó byte-ot, és amikor egy olyan byte-csoportot talál, mely szerepel ebben a pufferben, akkor a byte-csoport helyett annak a pufferben lévő helyét és hosszát tárolja le.

## Példa
| pozíció  | 1 | 2 | 3 | 4 | 5 | 5 | 7 | 8 | 9 |
| -------- | - | - | - | - | - | - | - | - | - |
| karakter | A | A | B | C | B | B | A | B | C |

A kódolási folyamat menete:
1. A pozíció beállítása az adatfolyam elejére;
2. megkeresi a leghosszabb korábbi előfordulást;
3. kimenetre írja a (B, L) C formulát, ahol B a megtalált karakter távolsága az előretekintő puffertől, az L az egyező karakterek legnagyobb hosszúsága, a C pedig az első nem egyező karakter az előretekintő pufferben;
4. ha az előretekintő puffer nem üres, akkor eltolja a pozíciót (ablakot) az L+1-el, majd visszaugrik a 2. lépésre.

| lépés | pozíció | találat | karakter | kimenet |
| ----- | ------- | ------- | -------- | ------- |
| 1.    | 1       | -       | A        | (0,0) A |
| 2.    | 2       | A       | B        | (1,1) B |
| 3.    | 4       | -       | C        | (0,0) C |
| 4.    | 5       | B       | B        | (2,1) B |
| 5.    | 7       | A B     | C        | (5,2) C |